# 리오 그란데 게임즈
리오 그란데 게임즈(영어: Rio Grande Games)는 1972년 독일에서 설립된 보드 게임 회사이다. 리오 그란데 게임즈의 대표적인 게임은 토끼와 거북이였다. 대한민국에서는 2008년에 도미니언 (카드 게임)을 수입하여 코리아보드게임즈에 수출하기로 했다.

## 역사
- 1972년: 회사 설립
- 1973년: 토끼와 거북이 (보드 게임) 계약
- 1991년: 티츄 보드게임 계약
- 2000년: 피렌체의 제후 보드게임 계약
- 2004년: 상트페테르부르크 (보드 게임) 계약
- 2007년: 쿠바 (보드게임) 계약
- 2008년: 도미니언 (카드 게임) 계약

## 출시게임
- 토끼와 거북이 (보드 게임)
- 티츄
- 석기시대 (보드 게임) (현재는 Hans Im Gluck 유통)
- 상트페테르부르크 (보드 게임)
- 카르카손 (보드 게임)
- 쿠바 (보드게임)
- 도미니언 (카드 게임)
- 피렌체의 제후